# Ichneumon falcifer
Ichneumon falcifer là một loài tò vò trong họ Ichneumonidae.